# 格菲德山
47°42′55″N 16°00′33″E / 47.71531°N 16.00911°E

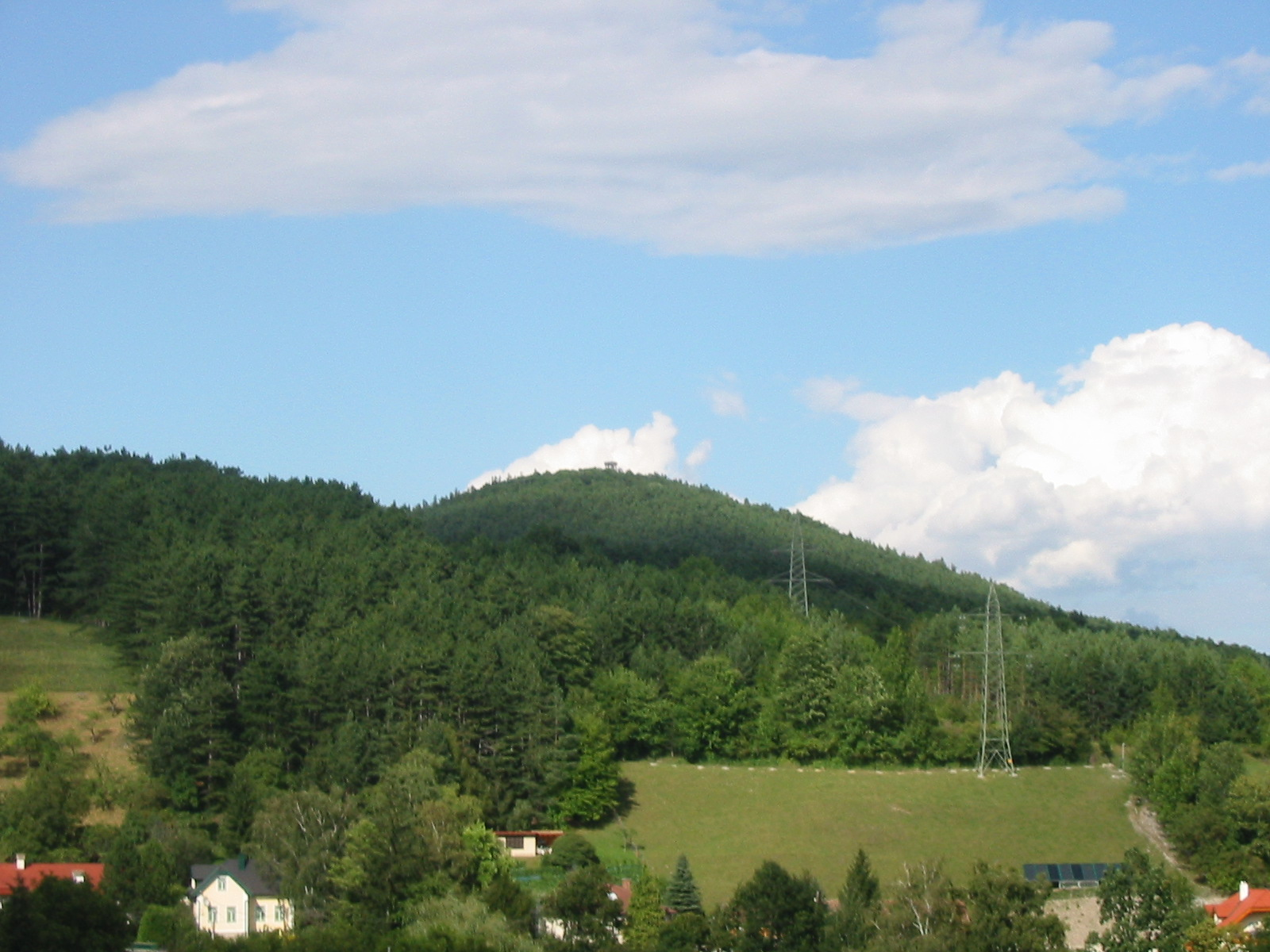

格菲德山（德語：Gfieder），是奧地利的山峰，位於該國東北部，由下奧地利州負責管轄，屬於拉克斯-施內山脈的一部分，處於泰爾尼茨，海拔高度609米。